# Gare de Boké
La gare de Boké est une gare ferroviaire guinéenne située dans la ville de Boké chef lieu de la préfecture du même nom. Elle est gérée par la Compagnie des bauxites de Guinée.

## Situation ferroviaire
La gare de Boké est située au sud de la ville de Boké.

## Histoire
La gare a été inaugurée en 1973.

## Services aux voyageurs

### Accès et accueil
La gare dispose d'une cour et d'une salle d'attente pour les voyageurs, avec guichet ouvert tous les lundis, jeudi et samedi avant d'être interrompu en 2018 pour cause de surcharge des trafics sur le chemin de fer.

### Desserte
Le train qui quitte la ville de Kamsar en direction de Sangarédi fait un arrêt à la gare de Boké à l'aller vers 12 h et en retournant le soir vers 16 h.